# جون أ. هاستينغز
جون أ. هاستينغز هو سياسي أمريكي، ولد في 21 أبريل 1900، وتوفي في 8 ديسمبر 1964 في Ottendorfer Library ‏ في الولايات المتحدة. نشط حزبياً في الحزب الديمقراطي. وقد انتخب عضو مجلس ولاية نيويورك ‏.